# Autorretrato num cavalete (Sofonisba Anguissola)
Autorretrato num cavalete é um óleo sobre tela de cerca de 1556-1565 de Sofonisba Anguissola, atualmente no Castelo de Łańcut. Da mesma época do Autorretrato em Espineta (Nápoles), mostra a artista a pintar uma tela devocional e faz parte de um grupo de autorretratos que também inclui Autorretrato (Viena) e Autorretrato em Miniatura (Boston).

## Descrição
A obra apresenta a jovem pintora diante de seu cavalete, capturada num momento de elaboração de um retrato da Virgem com o Menino — uma escolha iconográfica carregada de significado devocional e social. Ao representar-se como autora de uma pintura religiosa, Anguissola legitima sua prática profissional em consonância com as normas morais de seu tempo, uma estratégia de construção de respeitabilidade num contexto em que as mulheres artistas eram frequentemente alvo de desconfiança.
O caráter distintivo do autorretrato reside no modo como a artista combina uma postura de modéstia feminina, através do olhar sereno e do trajar recatado, com a clara afirmação de sua destreza técnica e identidade intelectual. Sua mão segura o pincel com segurança, e o gesto congelado no momento da criação acentua a materialidade do ato artístico. Ao se autorrepresentar em pleno processo criativo, Anguissola distancia-se da figura da mulher retratada passivamente e inscreve-se na tradição dos pintores-autores, reivindicando para si um lugar num campo discursivo até então limitado aos homens.
Formalmente, a pintura dialoga com a estética do retrato lombardo, marcado por um naturalismo sóbrio, ao mesmo tempo em que incorpora elementos de composição que denotam o domínio das regras da perspectiva e da anatomia, saberes restritos a círculos acadêmicos e ateliês aos quais poucas mulheres tinham acesso. A paleta é austera, reforçando o foco na figura e na ação de pintar, enquanto a iluminação dirigida enfatiza o rosto e as mãos, tradicionalmente considerados veículos da individualidade e da capacidade criativa.
Este autorretrato não deve ser lido unicamente como um exercício de autoafirmação estética, mas como um gesto de inserção deliberada em redes de circulação visual e intelectual, que revelam não apenas a ambição artística de Sofonisba, mas também sua capacidade de subverter, com sutileza, as convenções iconográficas e sociais que limitavam o acesso feminino ao status de criadora no Renascimento europeu.